# Vinata nigricornis
Vinata nigricornis är en insektsart som först beskrevs av Stsl 1858.  Vinata nigricornis ingår i släktet Vinata och familjen Derbidae. Inga underarter finns listade i Catalogue of Life.